# Bing Crosby
Harry Lillis Crosby Jr. (Tacoma, 3 de mayo de 1903-Alcobendas, 14 de octubre de 1977), más conocido como Bing Crosby, fue un cantante y actor estadounidense.
Fue uno de los primeros artistas multimedia. Alcanzó los primeros puestos en cifras de venta de discos, índices de audiencia en radio y en beneficios brutos de películas, desde 1930 hasta 1954. Actuó en más de setenta películas y grabó más de mil seiscientas canciones diferentes. Su estilo influyó en muchos cantantes masculinos, como Frank Sinatra, Perry Como y Dean Martin. Su canción White Christmas es el sencillo más vendido de todos los tiempos, con más de cincuenta millones de copias en todo el mundo.
Su carrera temprana coincidió con el desarrollo de la grabación magnetofónica, lo que Bing Crosby supo aprovechar. Fue el primer intérprete que pregrabó sus programas de radio. Gracias a esta técnica, adaptó a la radiodifusión las herramientas que se usaban en la producción de películas, técnicas que posteriormente se convirtieron en un estándar. Fue también el primero en masterizar sus grabaciones comerciales en cinta magnética.

## Biografía

### Infancia y juventud
Harry Lillis Crosby nació en Tacoma (Washington) el 3 de mayo de 1903 en una casa construida por su padre (1112 North J Street, Tacoma, Washington). Su familia se mudó a Spokane (Washington) en 1906, con el objetivo de conseguir algún trabajo. Fue el cuarto de siete hijos: cinco varones: Larry (1895-1975), Everett (1896-1966), Ted (1900-1973), Harry (1903-1977) y Bob (1913-1993); y dos mujeres: Catherine (1905-1988) y Mary Rose (1907-1990). Su padre, Harry Lowe Crosby (1871-1950), era un contable de ascendencia británica-estadounidense y, su madre, Catherine Harrigan (1873-1964) era irlandesa-estadounidense de segunda generación. 
Sus ancestros paternos, Thomas Prence y Patience Brewster, nacieron en Inglaterra y emigraron a los Estados Unidos en el siglo XVII. La familia Brewster llegó a América desde Europa en el famoso barco Mayflower.
Bing Crosby no tenía certificado de nacimiento; su fecha de nacimiento no se conoció hasta que la iglesia de Tacoma la reveló en su acta de bautismo.
En 1910 Harry Lillis, con seis años de edad, descubrió una página completa en la que aparecía un artículo en la edición dominical del Spokesman-Review, The Bingville Bugle. El Bugle, sección escrita por el humorista Newton Newkirk, era en realidad una parodia que aparecía publicada en dicho periódico. Un vecino de quince años de edad, Valentine Hobart, compartía el entusiasmo de Crosby por estas parodias y llamó al diario Bingo por Bingville. De aquí surgió el apelativo de Crosby: suprimida la última vocal de la palabra Bingo, Crosby adoptó el nombre de Bing.
En el verano de 1917 Crosby trabajó en el "Auditorium" de Spokane, donde fue testigo de los principales artistas de la época, incluyendo a Al Jolson de quien Crosby diría: «Para mí, él fue el mejor artista que ha existido».
En el otoño de 1920, Bing se matriculó en la jesuita Universidad Gonzaga ubicada en Spokane (Washington), con la intención de graduarse como abogado. Obtuvo un promedio de notas de B+. Estando en Gonzaga, compró un equipo de batería por correspondencia. Tras arduas prácticas, sus habilidades crecieron manifiestamente y fue invitado a unirse a una banda local compuesta en su mayoría por escolares llamada Musicaladers, conducida por Al Rinker. Logró ganar tanto dinero con este trabajo que decidió dejar los estudios durante su último año para dedicarse al mundo del espectáculo.

### Inicios profesionales
En 1925, Crosby se marchó a Los Ángeles (California) junto a Rinker, cuya hermana Mildred Bailey ya era una conocida cantante en aquella ciudad. Fue ella quien a través de sus contactos en el espectáculo logró lanzar a los dos jóvenes a la fama, siendo contratados en la revista The Syncopation Idea, ganando $75 a la semana. Tiempo después formaron su acto independiente, el cual logró captar la atención del famoso director de orquesta Paul Whiteman, quien aspiraba a diferenciarse de las otras bandas de la época al ofrecer un mayor espectáculo. En octubre de 1926, Crosby realizó su primera grabación para la Columbia Records junto a Rinker, con la canción "I've Got the Girl".
Tiempo después, Whiteman decidió juntar al dúo con el pianista Harry Barris, formando así la agrupación vocal The Rhythm Boys, dentro de la cual Crosby rápidamente tomó el mando, formándose artísticamente al mismo tiempo gracias a la gran calidad de los músicos que trabajaban para la orquesta como Bix Beiderbecke, Hoagy Carmichael, Tommy y Jimmy Dorsey, Eddie Lang, Joe Venuti y Jack Teagarden. En 1928 llegó al #1 con "Ol' Man River", canción del musical Show Boat.
En 1930, luego de que la orquesta terminara de filmar la película El Rey del Jazz, el trío decidió quedarse en Hollywood, donde pasaron a trabajar en la orquesta de Gus Arnheim, quien actuaba en el club nocturno Cocoanut Grove del Ambassador Hotel. Para entonces, Bing ya brillaba con estrella propia con éxitos como "I Found a Million Dollar Baby" y "I Surrender, Dear" (melodía compuesta por Barris). Ya para inicios de 1931 firmó un contrato en solitario para la discográfica Brunswick y uno cinematográfico para Mack Sennett.

### Éxito profesional
Los Rhythm Boys se separaron en 1931 luego de que Bing, molesto por el bajo sueldo, abandonara el Cocoanut Grove, decisión que le provocó problemas con el gremio de músicos. Antes de ocurrir la polémica, Crosby grabó "Out of Nowhere" con la orquesta de Johnny Green, la cual se convirtió en un éxito inmediato que hizo de Bing una de las estrellas de la canción.
El ascenso de Bing Crosby coincidió con la masificación de la reproducción eléctrica y los micrófonos, lo cual le permitió desarrollar un estilo más suave y conversacional que pasaría a formar la técnica del crooner que contrastaba con las portentosas voces de antaño como las de Jolson o Enrico Caruso.
El presidente de la radio CBS, William Paley contrató a Crosby luego de ser convencido por un hermano de éste. Su salario semanal de $1500 si bien palidecía con el de Rudy Vallée o Eddie Cantor, era una cifra exorbitante para aquella emisora y que contrastaba con los $250 que ganaba con Arnheim. El programa radial 15 Minutes with Bing Crosby debutó en agosto de 1931, emitiéndose de lunes a sábado a las 11 de la noche, con acompañamiento de Eddie Lang y la orquesta de Victor Young. Ya para finales de año estaba ganando $3000 luego de conseguir el auspicio de los cigarros Cremo, además de ganar una breve "Batalla de los Barítonos" contra el cantante Russ Columbo.
Su fama aumentó aún más al protagonizar su primer largometraje para la Paramount, The Big Broadcast (1932), en la cual aparecieron en la pantalla varias de las principales voces de la radio de principios de los 30. En 1934, el fundador de la Decca Records Jack Kapp logró contratar a Crosby para la recién formada compañía, aprovechando de que el vocalista seguía vendiendo millones de discos pese a que la Gran Depresión tenía a la industria de los discos en las cuerdas. Bing también apoyó la idea de Kapp de vender grabaciones a 35 centavos en una época en que la mayoría de los discos eran vendidos a un dólar, lo cual aumentó las ventas y terminó salvando a las compañías fonográficas.
En 1936, Crosby filmó la película Pennies from Heaven para la Columbia Pictures junto a Louis Armstrong, a quien él admiraba. El éxito de la película popularizó a Armstrong entre el público blanco. Aquel año también reemplazó a Whiteman en el programa radial Kraft Music Hall, donde fue acompañado por Jimmy Dorsey y luego por John Scott Trotter. Durante la Segunda Guerra Mundial, Crosby no solo realizó numerosas actuaciones para los soldados en Europa, sino que también hizo transmisiones dirigidas a mellar la moral del ejército nazi, dentro del cual se hizo bastante popular con el apodo de "der Bingle". 
Al terminar la guerra, en 1945, una encuesta lo mostró como aquel que ayudó más a la moral de los soldados estadounidenses, por encima del Presidente Franklin D. Roosevelt, el general Dwight D. Eisenhower y Bob Hope.
Un reportaje que la revista Life publicó aquel año no solo mencionaba que Crosby se había convertido en una "institución", sino que también había vendido 60 millones de discos desde 1931, su mayor éxito siendo "Blanca Navidad", composición de Irving Berlin que introdujo en su show de radio en 1941 y que desde 1942 había comercializado más de 2 millones de copias en los EE. UU. y 250.000 en el Reino Unido. Una encuesta realizada en 1948 lo nombró "el hombre más admirado" del país.

### Consolidación
Debido a la huelga de músicos durante la guerra, Bing Crosby pasó a estar más tiempo frente a las cámaras, con filmes como Holiday Inn (1942). Crosby y su amigo Bob Hope hicieron dupla en siete películas cómicas que formarían la saga Road to..., filmadas entre 1940 y 1962, la actriz Dorothy Lamour interpretando al interés romántico del personaje de Crosby en las primeras seis entregas. También actuó de narrador en la película de Walt Disney, La leyenda de Sleepy Hollow y el Señor Sapo (1949). En Buenos tiempos (1960) compartió pantalla con jóvenes artistas que habían crecido con él y que iniciaron sus carreras a fines de los 50. También interpretó roles más dramáticos como en Going My Way (1944), ganando el Oscar por mejor actor; así como su secuela Las campanas de Santa María (1945), por la cual fue nominado así como por La angustia de vivir (1954).
Luego de una década al mando del Kraft Music Hall, Crosby abandonó la NBC en 1946 luego de una disputa generada porque la emisora se opuso a su propuesta de grabar sus programas en contraposición a hacerlo en vivo, práctica generalizada durante la época dorada de la radio (y resguardada celosamente por los sindicatos de músicos). La recientemente creada ABC (formada a partir de una de las cadenas de la NBC en 1943) le ofreció a Crosby $30 000 semanales por realizar programas grabados bajo el auspicio de Philco. Estas grabaciones radiales eran hechas en vinilos de 16 pulgadas a 33 revoluciones por minuto, lo cual equivalía a unos 15 minutos por cara. Sin embargo, la calidad sonora dejaba bastante por desear. En 1947, un empleado de Bing Crosby Enterprises asistió a una demostración del magnetófono, traído de Alemania por Jack Mullin, empleado de la compañía de electrónica Ampex. Luego de probarlo, Crosby financió el proyecto que perfeccionó el aparato, cuya calidad sonora era bastante superior. 

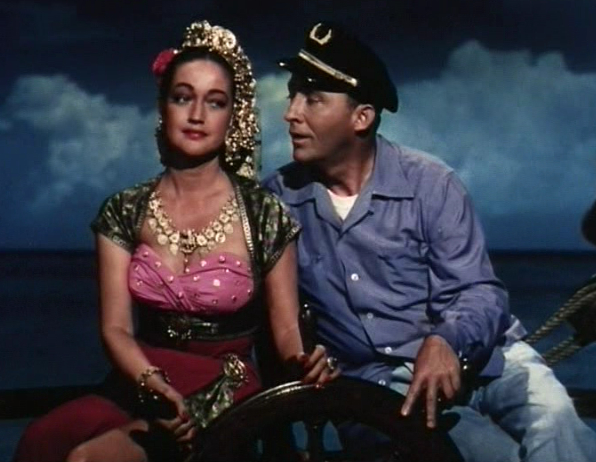
Bing Crosby junto a Dorothy Lamour, en Road to Bali.

La posibilidad de editar estas grabaciones haría una gran diferencia ya que podían eliminarse segmentos que estuviesen de más y mantener un mayor control sobre el contenido. Las "risas enlatadas" omnipresentes en las comedias de situación habrían surgido luego de la ruidosa reacción del público ante una rutina del cómico campirano Bob Burns la cual fue considerada muy "vulgar" como para que saliera al aire. Crosby le regaló un aparato Ampex a su amigo Les Paul, quien inventaría la grabación multipista.
Crosby también tendría un rol en el desarrollo del videotape: En 1951 su empresa demostró la primera videocinta realizada en un equipo Ampex modificado. Sin embargo, recién en 1956 Ampex introduce cintas de calidad aceptable; uno de los primeros programas en usar esta tecnología fue The Edsel Show, un musical de la CBS realizado en octubre de 1957 y que tuvo a Crosby como maestro de ceremonias.
El cantante apareció como invitado en numerosos programas de televisión en los 50 y 60, en particular The Hollywood Palace (1964-70) de la ABC, programa en el que fue presentador de su primera edición, así como en una treintena de episodios posteriores, en algunos casos en compañía de su familia. También tuvo numerosas apariciones en el programa inglés de música tradicional e himnos religiosos Stars on Sunday (1969-79). Crosby también produjo algunas series de éxito en los 60 como Ben Casey (1961-66) o Hogan's Heroes (1965-71) No tuvo tanto éxito a la hora de tomar el estelar: la comedia El Show de Bing Crosby tan solo duró una temporada de 1964 a 1965, emitida por la ABC.
Poco antes de su fallecimiento en 1977, Crosby haría su última aparición televisiva para el especial Bing Crosby's Merrie Olde Christmas (emitido a finales de aquel año), cuyo momento más destacado lo tuvo junto al roquero David Bowie interpretando "El pequeño tamborilero". Se convertiría en un éxito póstumo tras ser lanzado como sencillo en 1982, llegando al #3 de las listas británicas.

### Últimos años y vida privada
En su madurez, Bing Crosby viajaba a la ciudad de La Paz (Baja California Sur, México), en donde alternaba sus vacaciones familiares con una gran labor social. En Las Cruces, un balneario casi aislado, disfrutó (según sus propias palabras) de algunos de los mejores días de su vida, siempre en compañía de su familia.
Era muy aficionado al golf y falleció inesperadamente el 14 de octubre de 1977, a los 74 años, al parecer por un infarto, mientras lo practicaba en el club de golf La Moraleja, en la zona residencial de La Moraleja, situada en el término municipal de Alcobendas, cerca de la capital madrileña (España). Junto a él estaba el joven golfista español Manuel Piñero.
Desde 1946 fue dueño del equipo de béisbol Pittsburgh Pirates. Cuando el equipo jugó el séptimo (y último) partido de la Serie Mundial de 1960, Crosby prefirió viajar a París por superstición, pidiendo que le grabaran el encuentro en unas cintas, las cuales después de verlas guardó en su cava donde estuvieron guardadas hasta que fueron redescubiertas en 2009. El juego fue retransmitido en diciembre de 2010 por televisión por cable.
También fue un entusiasta de los purasangre, siendo dueño de un establo en California y más tarde de un potro llamado Meadow Court, el cual ganó el Derby Irlandés de 1965. Sin embargo, sería más recordado por sus fracasos equinos, inmortalizados por chistes en radio y cine sobre caballos que nunca salían de la partida.
Bing Crosby se casó con la actriz y cantante Dixie Lee en 1930 con quien tuvo cuatro hijos: Gary, Dennis, Philip y Lindsay. Luego de que Lee falleciera de cáncer ovular en 1952, Crosby se casó con la actriz Kathryn Grant en 1957. Tuvieron tres hijos: Harry Lillis III, Mary (ambos actores) y Nathaniel (golfista profesional). Lindsay y Dennis se suicidaron respectivamente en 1989 y 1991 a los 51 y 56 años. Gary falleció en 1995 de un cáncer de pulmón a los 62 y Philip murió de un infarto a los 69 años en 2004.
Crosby habría sufrido de alcoholismo durante gran parte de su vida, aunque no fue hasta el fallecimiento de su esposa, su muerte aparentemente acelerada por esto, que empezó a beber menos seguido, disuadiendo a sus hijos de tomar alcohol.
En 1983 se publicó el libro Going My Own Way a partir de las memorias de su hijo Gary, quien lo tildaba de mal padre, egoísta, avaro, dictatorial, golpeador y mezquino. Sin embargo su hermano menor Philip negó su versión de los hechos, los cuales sin embargo fueron parcialmente corroborados por Dennis y Lindsay (y por Bob, el hermano menor de Bing), aunque consideraban que el libro era muy exagerado y que él buscaba de alguna manera justificar algunos errores que había cometido. El propio Gary dijo que muchos de los pasajes eran fabulaciones y que los golpes fueron por castigos en vez de no tener motivo alguno.

## Premios y distinciones
Premios Óscar
| Año  | Categoría   | Película                    | Resultado |
| ---- | ----------- | --------------------------- | --------- |
| 1945 | Mejor actor | Going My Way                | Ganador   |
| 1946 | Mejor actor | Las campanas de Santa María | Nominado  |
| 1955 | Mejor actor | La angustia de vivir        | Nominado  |